# Trójkąt tętnicy szyjnej

Trójkąt tętnicy szyjnej podpisany Carotid triangle

Trójkąt tętnicy szyjnej (łac. trigonum caroticum) – w anatomii człowieka jeden z trójkątów szyi, zawartych w trójkącie przednim szyi.

## Ograniczenia
- górno-przyśrodkowe: brzusiec tylny mięśnia dwubrzuścowego (venter posterior musculi digastrici)
- dolno-boczne: mięsień mostkowo-obojczykowo-sutkowy
- dolno-przyśrodkowe: brzusiec górny mięśnia łopatkowo-gnykowego

Przykryty blaszką powierzchowną powięzi szyi.

## Zawartość
- guzek tętnicy szyjnej (łac. tuberculum caroticum) – guzek przedni wyrostka poprzecznego kręgu C6;
- łuk nerwu podjęzykowego;
- nerw błędny;
  - nerw krtaniowy górny;
- pętla szyjna (gałąź górna);
- tętnica szyjna wspólna;
  - tętnica szyjna wewnętrzna;
  - tętnica szyjna zewnętrzna i jej gałęzie (tętnica tarczowa górna, tętnica gardłowa wstępująca, tętnica językowa, tętnica twarzowa i tętnica potyliczna);
- żyła szyjna wewnętrzna;

Na obszarze tego trójkąta tętnica szyjna wspólna dzieli się na wewnętrzną i zewnętrzną.